# 修通县
修通县，中国旧县名。
湘鄂赣苏区设。1933年由江西省修水与湖北省通山两县析置。以两县首字命名。1936年撤销，仍归各县。